# Biatriospora
Biatriospora is een geslacht van schimmels uit de familie Biatriosporaceae. De typesoort is Biatriospora marina. 

## soorten
Volgens Index Fungorum telt het geslacht twee soorten (peildatum april 2022):
| Soortnaam           | Auteur(s)                 | Publicatiejaar |
| ------------------- | ------------------------- | -------------- |
| Biatriospora borsei | B. Devadatha & V.V. Sarma | 2020           |
| Biatriospora marina | K.D. Hyde & Borse         | 1986           |